# Rhynchosia rotundifolia
Rhynchosia rotundifolia är en ärtväxtart som beskrevs av Wilhelm Gerhard Walpers. Rhynchosia rotundifolia ingår i släktet Rhynchosia och familjen ärtväxter. Inga underarter finns listade i Catalogue of Life.